# ممتلكات مادية
الممتلكات المادية (بالإنجليزية:Tangible property) الممتلكات المادية في القانون هي، حرفياً، أي شيء يمكن المساس به، وتشمل الممتلكات العقارية والممتلكات الشخصية (أو الممتلكات المنقولة)، وهي تميز بين الممتلكات غير الملموسة. [بحاجة لمصدر]
في القانون الإنكليزي وبعض النظم القانونية للكومنولث، يشار إلى بنود الممتلكات المادية بالأصناف التي في حوزتها (أو التي اختارها في حوزته في)غير أن بعض الممتلكات، رغم أنها مادية في طبيعتها، تصنف في كثير من النظم القانونية بوصفها ممتلكات غير ملموسة بدلا من الممتلكات المادية لأن الحقوق المرتبطة بالعنصر المادي لها أهمية أكبر بكثير من الممتلكات المادية. وهذه أساسا هي أصول مستندية غير ملموسة. على سبيل المثال، السندات الإذنية عبارة عن ورقة يمكن لمسها، ولكن المغزى الحقيقي ليس الورقة المادية، بل الحقوق القانونية التي يمنحها الورق، وبالتالي فإن السند الإذني يعرَّف بالدين القانوني وليس السمات المادية.Hon. Giles, J. (1 مايو 2008). "R&L ZOOK, INC., d/b/a, t/a, aka UNITED CHECK CASHING COMPANY, Plaintiff, v. PACIFIC INDEMNITY COMPANY, Defendant" (PDF). paed.uscourts.gov. Philadelphia, PA: United States District Court Eastern District of Pennsylvania. ص. 6. مؤرشف (PDF) من الأصل في 2008-10-05. اطلع عليه بتاريخ 2011-07-11.
ومن فئات الممتلكات الفريدة المال الذي يعامل في بعض النظم القانونية على أنه ممتلكات مادية وفي غيرها على أنه ممتلكات غير ملموسة. وفي حين أن معظم البلدان تعرب عن المناقصة القانونية في شكل ممتلكات غير ملموسة ("تتعهد خزانة الدولة العاشرة بموجب هذا بدفع المبلغ لحاملها عند الطلب...")، فإن الأوراق النقدية نادراً ما يتم استبدالها في أي بلد، وقد أدى ذلك إلى تصنيف الأوراق النقدية والعملات المعدنية كممتلكات ملموسة في معظم النظم القانونية الحديثة.